# 20. prosinec
20. prosinec je 354. den roku podle gregoriánského kalendáře (355. v přestupném roce). Do konce roku zbývá 11 dní.

## Události

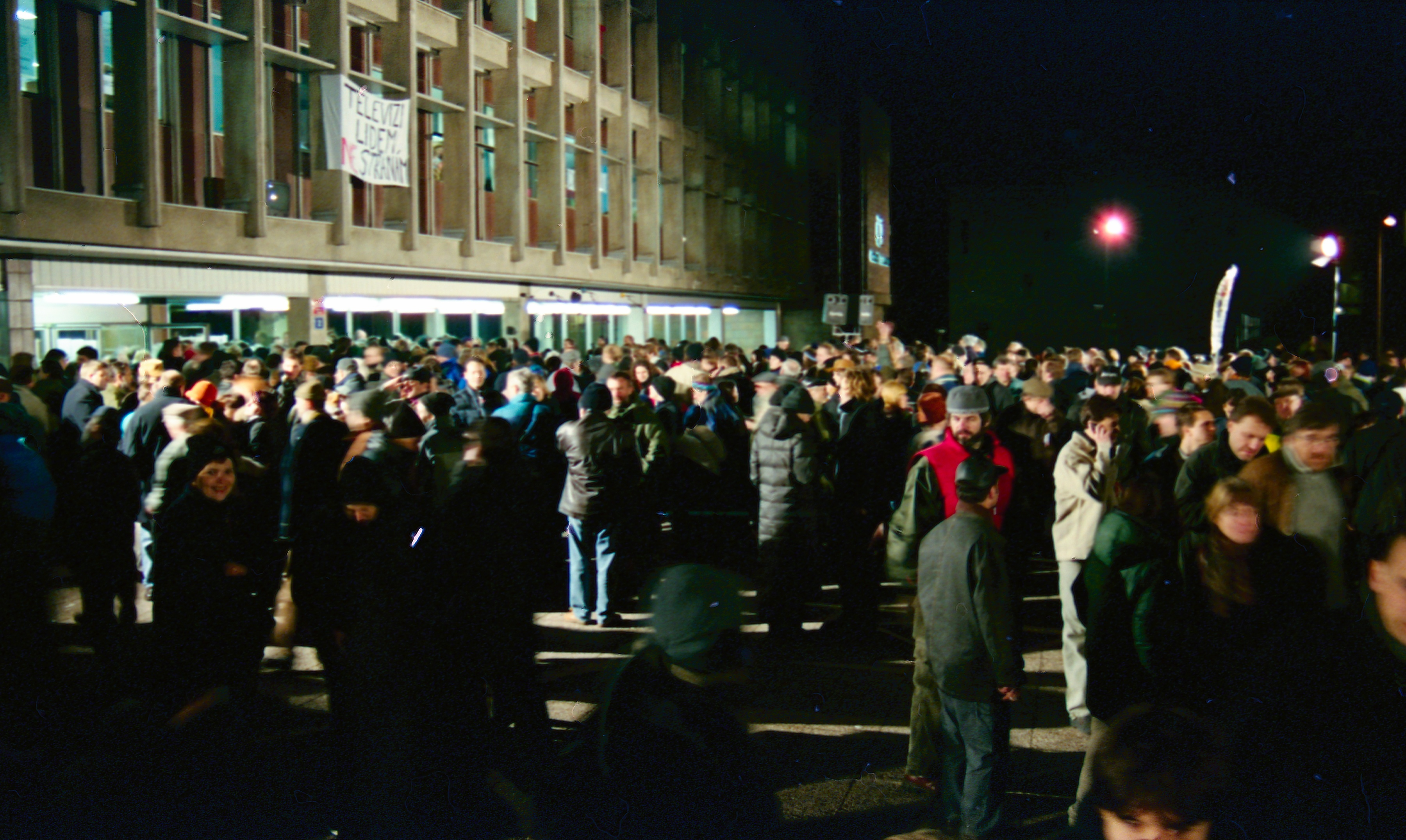
Demonstrace před budovou České televize v prosinci 2000

### Česko

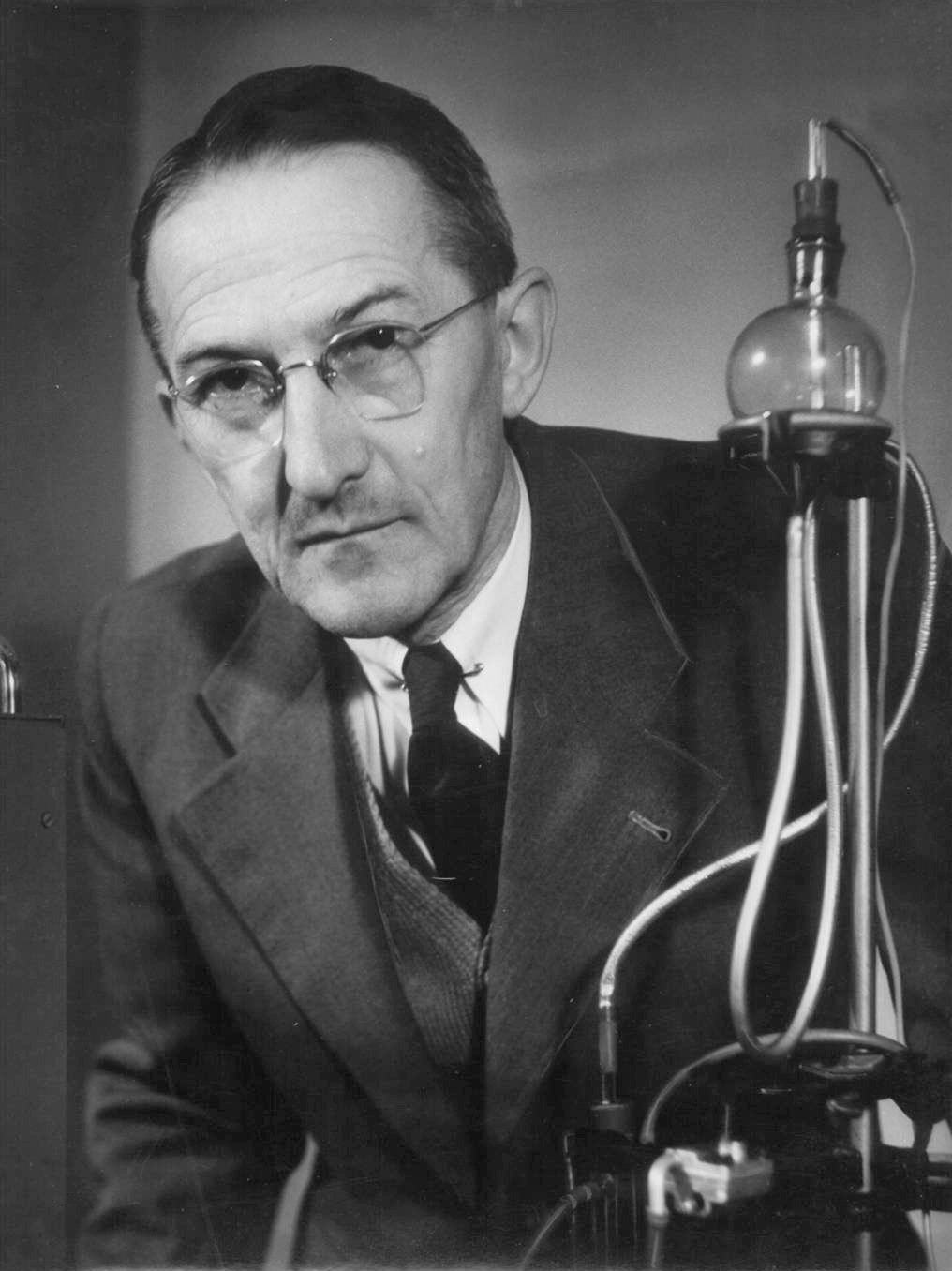
Jaroslav Heyrovský (* 1890)

- 1100 – Břetislav II., český kníže, byl smrtelně raněn v lesích u Zbečna, kde o dva dny později zemřel.
- 1409 – Papež Alexandr V. na základě žádosti pražského arcibiskupa Zbyňka Zajíce z Hazmburka zakázal kázání v soukromých kaplích v Čechách. Chtěli především zamezit Janu Husovi kázat v kapli Betlémské
- 1915 – V Praze se natáčel rakousko-uherský film Dík válečného sirotka. Kamery stály v Tróji u zámku, na lodích na řece Vltavě i v zákopech speciálně pro film vykopaných
- 1918 – Triumfální návrat prezidenta Masaryka do osvobozené vlasti (vlakem z Padovy, Horní Dvořiště, České Budějovice)[1]
- 1944 – Bombardéry USAAF uspěly s náletem na Škodovy závody v Plzni, při útoku na hlavní nádraží byl však zasažen Měšťanský pivovar a střed města.
- 1989 – V Praze se byl zahájen mimořádný sjezd KSČ, který přijal později akční program nazvaný Za demokratickou socialistickou společnost a naznačil záměr proměny KSČ v běžnou demokratickou stranu
- 2000 – Vypukla krize v České televizi.
- 2016 – Lupič napadl Petru Kvitovou v jejím bytě v Prostějově a způsobil jí vážné poranění ruky.
- 2018 – Výbuch metanu v Dole ČSM ve Stonavě na Karvinsku si vyžádal 13 mrtvých a tři vážně zraněné horníky.

### Svět

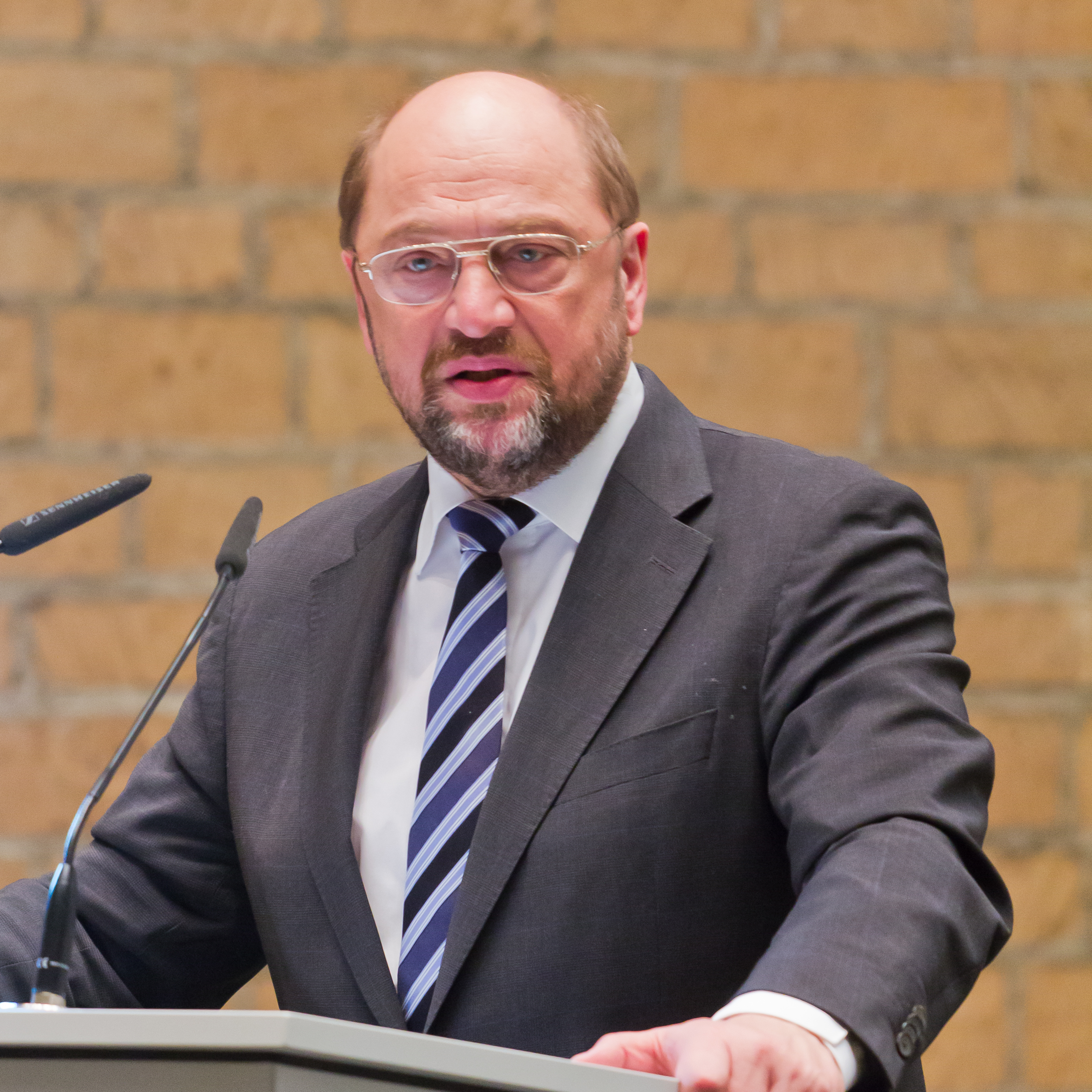
Martin Schulz (* 1955)

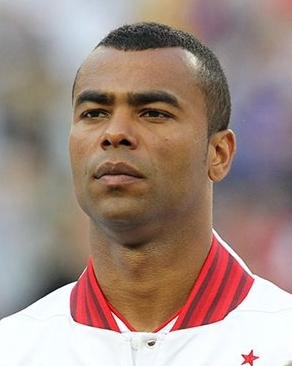
Ashley Cole (* 1980)

- 1046 – Německý král Jindřich III. Černý odvolal papeže Řehoře VI., Benedikta IX. a Silvestra III. a jmenoval biskupa Siutgera papežem Klementem II.
- 1192 – Anglický král Richard Lví srdce byl zajat ve Vídni
- 1860 – Jižní Karolína se odtrhla od Spojených států, což vedlo k americké občanské válce.
- 1917 – Byla založena ČEKA, první sovětská tajná policie.
- 1924 – Adolf Hitler odsouzený za velezradu k pěti letům vězení byl podmínečně propuštěn z vězení v Landsbergu.
- 1944 – Začalo Obléhání Bastogne, jedno z nejdůležitějších střetnutí během bitvy v Ardenách.
- 1951 – První elektřina vyrobená jadernou energií v reaktoru EBR-1 v Idaho Falls, USA.
- 1999 – Portugalsko předalo suverenitu nad Macau Čínské lidové republice.
- 2000 – Z iniciativy ruského prezidenta Putina byla přijata hymna Ruské federace.
- 2016 – V Istanbulu byl otevřen dvoupatrový silniční Euroasijský tunel o délce 14,5 km, spojující evropský a asijský kontinent. Výstavba trvala necelých 5 let a náklady dosáhly výše 1,2 miliardy dolarů.

## Narození

### Česko

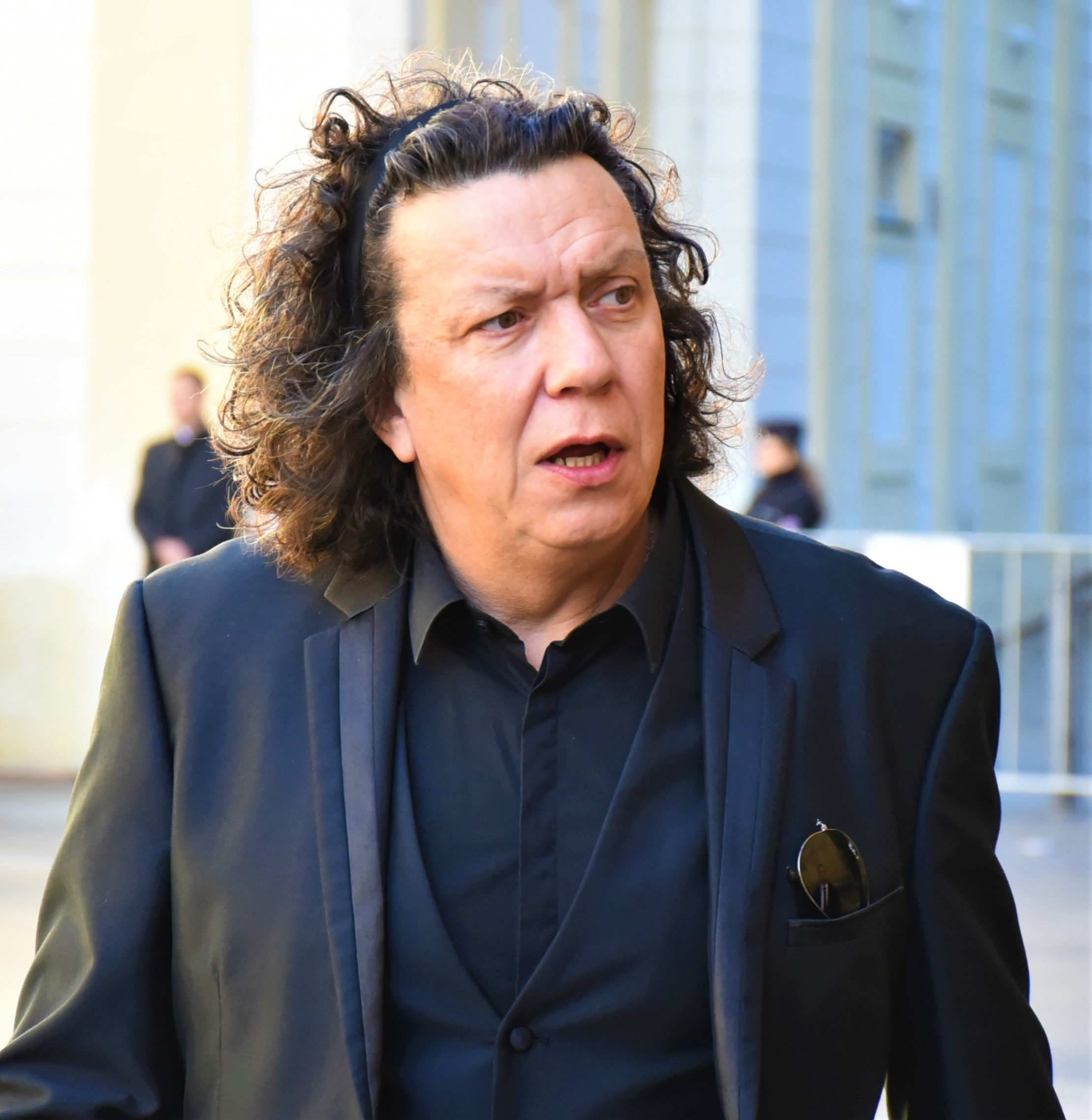
Richard Genzer (* 1966)

- Richard Genzer (* 1966)1576 – Svatý Jan Sarkander, moravský katolický kněz († 17. března 1620)
- 1729 – František Xaver Pokorný, houslista a skladatel († 2. července 1794)
- 1754 či 1757 – Joseph Schubert, německý houslista, violista a hudební skladatel českého původu († 28. července 1837)
- 1783 – Jan Evangelista Andres, lékárník a amatérský divadelník († 17. července 1825)
- 1784 – Jiří Vilém ze Schaumburg-Lippe, první kníže německého knížectví Schaumburg-Lippe († 21. listopadu 1860)
- 1793 – Gregor Wolný,  benediktin, historik, spisovatel a středoškolský učitel († 3. května 1871)
- 1810 – Emanuel Heinrich Komers, rakouský ministr spravedlnosti († 18. ledna 1889)
- 1814 – Václav Svatopluk Štulc, kněz a spisovatel († 9. srpna 1887)
- 1819 – Václav Šimerka, kněz, matematik, fyzik a filosof († 26. prosince 1887)
- 1836 – Arnošt Freissler, lékař († 19. dubna 1908)
- 1837 – Anton Foerster, český skladatel, dirigent a hudební pedagog († 17. června 1926)
- 1848 – Hans Watzek, rakouský fotograf narozený v Čechách († 12. května 1903)
- 1850 – František Šípek, komik a režisér († 27. ledna 1906)
- 1874 – Václav Posejpal, fyzik († 8. dubna 1935)
- 1877 – Viliam Pauliny, československý ekonom a politik († 1945)
- 1881 – Tomáš Koupal, katolický kněz, historik († 8. srpna 1952)
- 1883 – Otakar Hřímalý, hudební skladatel a pedagog († 10. července 1945)
- 1884 – Tomáš Dytrych, československý politik († 12. května 1951)
- 1886 – Karl Schinzel, inženýr, chemik a vynálezce († 23. listopadu 1951)
- 1890 – Jaroslav Heyrovský, chemik, nositel Nobelovy ceny za chemii († 27. března 1967)
- 1894 – Bohumil Bachura, sokolský funkcionář († 27. ledna 1945)
- 1900 – Bohumil Janda, nakladatel a lexikograf († 26. května 1982)
- 1901
  - Eduard Fusek, československý politik († 31. ledna 1996)
  - František Kalousek, archeolog († 5. dubna 1988)
- 1903 – Josef Dostál, botanik († 12. května 1999)
- 1904 – František Tröster, jevištní výtvarník († 14. prosince 1968)
- 1905 – Václav Bednář, operní pěvec († 12. listopadu 1987)
- 1921 – Ludmila Brožová-Polednová, prokurátorka komunistických justičních vražd († 15. ledna 2015)
- 1922 – František Václav Mareš, jazykovědec († 3. prosince 1994)
- 1925 – Jan Baryl, český a československý politik († 21. listopadu 1977)
- 1928 – Stanislav Hachran, malíř
- 1930 – Valentina Kameníková, klavíristka a hudební pedagožka († 21. listopadu 1989)
- 1944
  - František Huml, československý fotbalový obránce a sportovní novinář († 8. července 2014)
  - Pavel Štecha, fotograf († 20. července 2004)
- 1945 – Pavel Majerík, sportovní funkcionář basketbalu, Sparta Praha
- 1946 – Valerie Chmelová, herečka, moderátorka, scenáristka
- 1950 – Oldřich Zakopal, fotbalový obránce
- 1952 – Marie Formáčková, publicistka a spisovatelka
- 1953 – Robert Holman, člen bankovní rady ČNB
- 1954 – Jaroslav Strnad, indolog
- 1960 – Jiří Víšek, fotograf
- 1966
  - Richard Genzer, herec, komik, moderátor, zpěvák, tanečník, bavič, scenárista, choreograf, rapper, dabér a porotce
  - Tomáš Tožička, evropský odborník na regionální rozvoj
- 1969 – Ivo Grüner, politik
- 1970 – Zdeněk Bergman, podnikatel a ředitel Muzea Karlova mostu
- 1972 – Jan Čaloun, bývalý český profesionální hokejista
- 1981 – Marek Matějovský, fotbalista
- 1983 – Jakub Chromeček, herec
- 1986 – Kateřina Etrychová, televizní novinářka, producentka a moderátorka
- 1990 – Jakub Janda, politický komentátor, publicista a lobbista
- 2001 – Martin Florian, atlet, oštěpař

### Svět

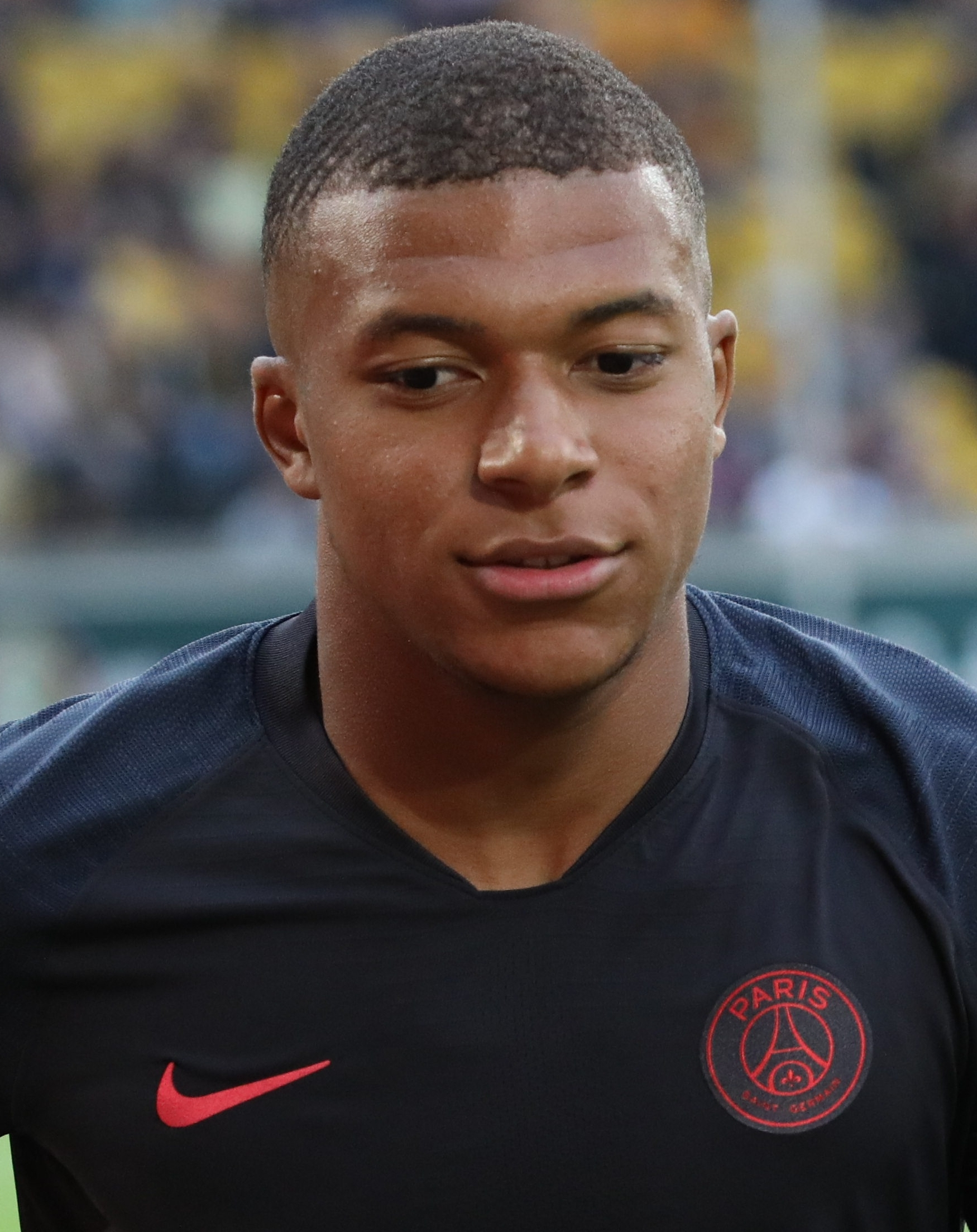
Kylian Mbappé (* 1998)

- Jonah Hill (* 1983)Kylian Mbappé (* 1998)1537 – Jan III. Švédský, švédský král († 17. listopadu 1592)

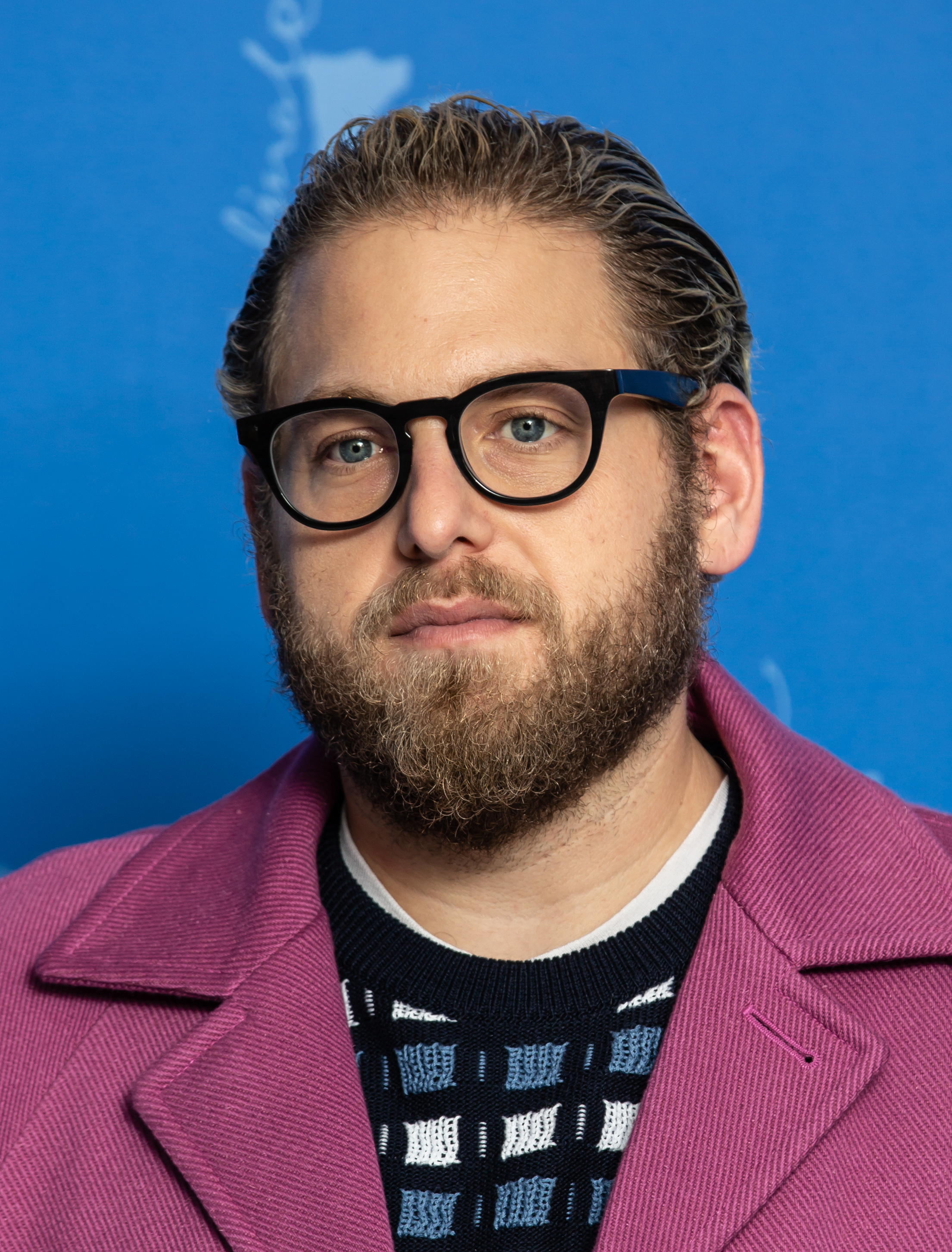
Jonah Hill (* 1983)

- 1633 – Abbás II., perský šáh z dynastie Safíovců vládnoucí v letech 1642–1666 († 25. září 1666)
- 1654 – Marie Anna Habsburská, rakouská arcivévodkyně a dcera Ferdinanda III. († 14. dubna 1689)
- 1705 – Antonio Palomba, italský operní libretista, notář, básník († ? 1770)
- 1754 – Joseph Schubert, německý houslista a skladatel († 28. července 1837)
- 1768 – Carlo Innocenzo Frugoni, italský básník a libretista (* 21. listopadu 1692)
- 1792 – Nicolas-Toussaint Charlet, francouzský romantický malíř († 30. prosince 1845)
- 1804
  - Alexandr Württemberský, člen královské dynastie Württemberků († 28. října 1881)
  - Edward Adolphus Seymour, 12. vévoda ze Somersetu, britský státník a šlechtic († 28. listopadu 1885)
- 1829 – Pavol Markovič, slovenský spisovatel, a evangelický kněz († 29. října 1902)
- 1833 – Louis Émile Benassit, francouzský malíř žánrových obrazů a karikaturista († 9. srpna 1902)
- 1838 – Edwin Abbott Abbott, anglický pedagog, teolog a spisovatel († 12. října 1926)
- 1841 – Ferdinand Buisson, francouzský pacifista a socialistický politik († 16. února 1932)
- 1851
  - Thérèse Schwartze, nizozemská malířka († 23. prosince 1918)
  - Knut Wicksell, švédský neoklasický ekonom († 3. května 1926)
- 1852 – David Schwarz, chorvatský průkopník letectví († 13. ledna 1897)
- 1861 – Ivana Kobilca, slovinská malířka († 4. prosince 1926)
- 1862 – Alois Höher, rakouský křesťansko sociální politik († 10. července 1941)
- 1863 – Bogdan Popović, srbský literární kritik († 7. listopadu 1944)
- 1876 – Walter Sydney Adams, americký astronom († 11. května 1956)
- 1886 – Hazel Hotchkissová Wightmanová, americká tenistka, dvojnásobná olympijská vítězka († 5. prosince 1974)
- 1888 – Jicchak Baer, izraelský historik († 22. ledna 1980)
- 1891 – Erik Almlöf, švédský atlet, specialista na trojskok († 18. ledna 1971)
- 1894 – Robert Menzies, premiér Austrálie († 15. května 1978)
- 1895 – Suzanne Langerová, americká filosofka († 17. července 1985)
- 1904 – Jevgenija Ginzburgová, ruská spisovatelka židovského původu († 25. května 1977)
- 1907
  - István Bárány, maďarský plavec a několikanásobný mistr Evropy († 21. února 1995)
  - Cousin Joe, americký bluesman († 2. října 1989)
- 1909 – Re'uven Šiloach, první ředitel izraelské zpravodajské služby Mosad († 10. května 1959)
- 1912 – Zoran Polič, slovinský právník a politik († 13. června 1997)
- 1915
  - Aziz Nesin, turecký spisovatel († 6. července 1995)
  - Noël Browne, irský politik († 21. května 1997)
- 1917 – David Bohm, britský fyzik († 27. října 1992)
- 1920
  - Väinö Linna, finský spisovatel († 21. dubna 1992)
  - Aharon Jariv, ředitel izraelské vojenské zpravodajské služby († 7. května 1994)
- 1922 – Tony Vaccaro, americký fotograf
- 1926 – Moše Marzuk, egyptský karaim označený za teroristu a popravený za špionáž Izraele († 31. ledna 1955)
- 1927 – Kim Jong-sam, prezident Korejské republiky († 22. listopadu 2015)
- 1929 – Milan Panić, srbsko-americký multimilionář, premiér Jugoslávie
- 1930 – Dominic Barto, americký herec († 10. dubna 2019)
- 1934 – Julius Riyadi Darmaatmadja, indonéský kardinál
- 1935 – Anna Ondrejičková, slovenská paleontoložka
- 1942
  - Pete Levin, americký hudebník a hudební skladatel
  - Jean-Claude Trichet, prezident Evropské centrální banky
  - Larry Willis, americký jazzový, rockový a avantgardní pianista a skladatel († 29. září 2019)
  - Bob Hayes, americký sprinter, dvojnásobný olympijský vítěz († 18. září 2002)
- 1944 – Bobby Colomby, americký bubeník
- 1945
  - Peter Criss, americký hudebník a herec
  - Tom Tancredo, americký politik
- 1948
  - Alan Parsons, britský audio inženýr, muzikant a producent
  - Stevie Wright, australský hudebník a skladatel
- 1949 – Claudia Jenningsová, americká modelka a herečka († 3. října 1979)
- 1951 – Peter May, skotský novinář, scenárista a spisovatel
- 1952
  - Jenny Agutter, britská herečka
  - Mercedes Bengoechea, španělská jazykovědkyně
  - Ágnes Gerébová, maďarská psycholožka, gynekoložka a porodní asistentka
- 1954 – Sandra Cisneros, americká spisovatelka a básnířka
- 1955
  - Jozef Brňák, slovenský fotbalista
  - Martin Schulz, předseda Evropského parlamentu
- 1956
  - Guy Babylon, americký klávesista a hudební skladatel († 2. září 2009)
  - Zigmas Vaišvila – litevský politik a signatář Zákona o obnovení nezávislosti Litvy
  - Fulvio Abbate, italský spisovatel
  - Bob Skeat, anglický baskytarista
  - Zoltán Breuer, slovenský fotbalista
  - Mohamed Ould Abdel Aziz, mauritánský politik a 8. prezident Mauritánie
- 1957
  - Billy Bragg, britský zpěvák, kytarista
  - Mike Watt, americký hráč na basovou kytaru, zpěvák a skladatel
- 1958 – Acudži Mijahara, japonský zápasník, olympijský vítěz
- 1959
  - Hildegard Körnerová, východoněmecká atletka, běžkyně
  - Kazimierz Marcinkiewicz, polský politik a bývalý polský premiér
- 1960 – Kim Ki-duk, jihokorejský filmový režisér († 11. prosince 2020)
- 1969
  - Alain de Botton, švýcarský spisovatel, filozof, televizní producent a podnikatel
  - Taťjana Fachrutdinovová, ruská sportovní šermířka
- 1970 – Édouard Montoute, francouzský herec
- 1972 – Martin Bayer, slovenský lyžař, sdruženář
- 1974 – Pietro Piller Cottrer, italský běžec na lyžích
- 1977 – Sonja Aldén, švédská zpěvačka
- 1978
  - Andrej Markov, ruský hokejový obránce
  - Bouabdellah Tahri, francouzský atlet
  - Geremi Njitap, kamerunský fotbalista
  - Hazem Ali, americký wrestler
- 1980 – Ashley Cole, anglický fotbalista
- 1981 – Julien Benneteau, francouzský tenista
- 1982 – Jan Phillipp Albrecht, německý politik a poslanec Evropského parlamentu
- 1983 – Jonah Hill, americký herec
- 1984 – Bob Morley, australský herec
- 1985
  - Eduardo Ávila, mexický zápasník
  - Čchoi Čchol-han, hráč go
- 1990 – JoJo, americká zpěvačka
- 1991 – Anthony Gullsten, finský sportovní lezec
- 1993
  - Austin Falk, americký herec
  - Andrea Belotti, italský fotbalový útočník a reprezentant
- 1994
  - Thomas Joannes, francouzský sportovní lezec
  - Kenan Bajrić, slovinský fotbalista
- 1995 – Feliks Zemdegs, australský speedcuber
- 1997 – Issa Adekunle, nigerijský fotbalista
- 1998 – Kylian Mbappé, francouzský fotbalista

## Úmrtí

### Česko

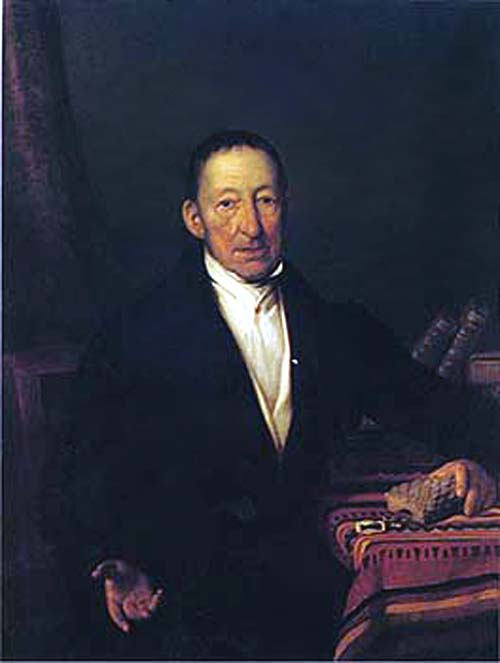
Kašpar Šternberk († 1838)

- 1448 – Jan z Příbrami, český spisovatel a kazatel (* ?)
- 1677 – Maxmilián Valentin z Martinic, šlechtic ze starobylého rodu Martiniců (* 1620/21)
- 1805 – Antonín Obletter, zvonař v Olomouci (* 11. května 1761)
- 1838 – Kašpar Šternberk, český botanik, geolog, paleontolog a spoluzakladatel paleobotaniky (* 6. ledna 1761)
- 1858 – Johann Baptist Riedl, pražský velkoobchodník (* 1. září 1801)
- 1864 – Josef Proksch, významný český klavírní pedagog, varhaník a učitel B. Smetany a J. Holfelda (* 4. srpna 1794)
- 1868 – Wenzel Dreßler, český lékař a politik německé národnosti (* 5. prosince 1832)
- 1872 – Marie Henrietta Černínová, hraběnka z rodu Černínů z Chudenic (* 12. srpna 1806)
- 1898 – František Kytka, knihkupec a nakladatel (* 13. května 1845)
- 1905 – Emanuel Kusý, lékař-hygienik (* 22. března 1844)
- 1917 – Otakar Theer, český básník, prozaik, dramatik a překladatel (* 16. února 1880)
- 1919 – Adalbert Johanny, moravskoostravský starosta (* 11. července 1846)
- 1924 – Václav Němec, český podnikatel a politik (* 30. října 1845)
- 1935 – Prokop Miroslav Haškovec, profesor románské filologie a překladatel (* 1. února 1876)
- 1937 – Ludvík Strimpl, malíř, grafik, ilustrátor, legionář (* 18. listopadu 1880)
- 1938
  - Artuš Scheiner, malíř (* 28. října 1863)
  - Růžena Kurzová, klavíristka a učitelka hudby (* 16. června 1880)
- 1944
  - Josef Chalupník, československý politik, poslanec a senátor, starosta Moravské Ostravy (* 9. května 1884)
  - Volfgang Jankovec, středoškolský pedagog a publicista, za německé okupace působící v domácím odboji (* 10. října 1896)
  - Jan Pauly, kněz, znalec církevního práva (* 24. června 1869)
- 1945 – Jaroslav Marek, československý politik (* 22. října 1874)
- 1946 – Josef Polášek, český architekt (* 27. března 1899)
- 1948 – Antonín Jakl, český houslista a skladatel (* 24. července 1873)
- 1952 – Jiří Pichl, československý politik (* 18. února 1872)
- 1953
  - Antonín Brzorád, lékař a konsulent ČSD (* 20. září 1876)
  - Oldřich Otáhal, politik a meziválečný poslanec Národního shromáždění (* 18. prosince 1884)
- 1955 – Hubert Aust, architekt (* 31. října 1891)
- 1956 – Antonín Dolenský, bibliograf, historik umění a publicista (* 11. června 1884)
- 1961 – Dominik Nejezchleb-Marcha, československý politik (* 26. května 1880)
- 1965 – Jaroslav Pompl, vedoucí osobnost protinacistického odboje na Rožmitálsku a politický vězeň (* 9. července 1905)
- 1973 – František Bubník, politik KSČ (* 28. července 1907)
- 1977 – Josef Ošmera, pedagog a básník (* 10. března 1899)
- 1978 – Alfons Jindra, skladatel, klarinetista, saxofonista a houslista (* 28. července 1908)
- 1983 – Josef Eremiáš, fotbalový záložník a trenér (* 11. února 1912)
- 1986 – Václav Hokův, básník a posrpnový exulant (* 4. ledna 1932)
- 1988 – Josef Hrubý, architekt a grafik (* 23. února 1906)
- 1992 – Dalibor Matouš, malíř a grafik (* 21. srpna 1925)
- 1997 – Richard Glazar, žid vězněný v Treblince, kterému se podařilo utéct (* 29. listopadu 1920)
- 2000 – Jindřich Marco, fotograf a numismatik (* 10. května 1921)
- 2003 – Josef Malejovský, sochař a politik (* 19. dubna 1914)
- 2005 – Sáva Prošek, fotbalový brankář (* 27. ledna 1931)
- 2010 – Alena Ambrová, česká herečka (* 24. prosince 1955)
- 2011
  - Václav Zítek, operní pěvec (* 24. března 1932)
  - Hana Andronikova, česká spisovatelka (* 9. září 1967)
  - Karel Tinka, katolický kněz a politický vězeň komunistického režimu (* 12. února 1920)
- 2013 – Stanislav Drobný, předseda Konfederace politických vězňů České republiky (* 12. července 1923)
- 2015
  - Richard Mořic Belcredi, český potomek šlechtického rodu Belcredi (* 28. února 1926)
  - Josef Houda, pedagog, botanik a mykolog, znalec přírody Lounska (* 26. ledna 1932)
  - Jiřina Knoblochová, česká psychiatrička žijící od roku 1970 ve Vancouveru (* 5. dubna 1918)
- 2017
  - Rajko Doleček, lékař srbského původu, profesor z Ostravské fakultní nemocnice (* 1. června 1925)
  - Jiří Sloup, fotbalista (* 30. dubna 1953)
- 2019 – Ivo Pondělíček, sexuolog, malíř a filmový teoretik (* 17. června 1928)
- 2020 – Svatopluk Karásek, písničkář, evangelický duchovní a poslanec (* 18. října 1946)
- 2024 – Helena Zeťová, zpěvačka (* 7. listopadu 1980)

### Svět
- 0217 – Zefyrinus, papež (* ?)

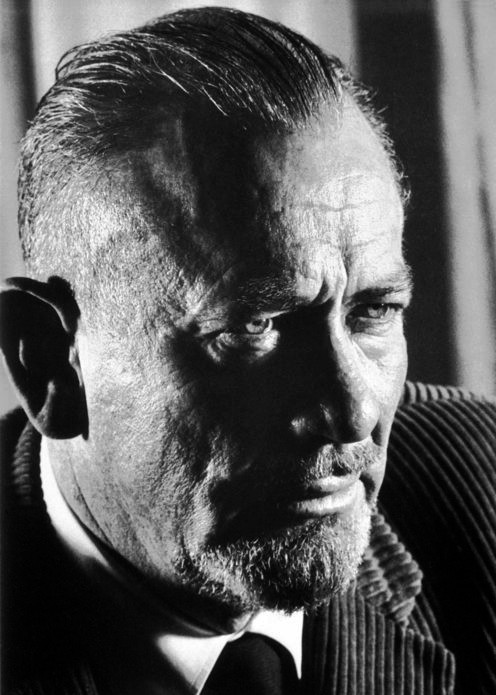
John Steinbeck († 1968)

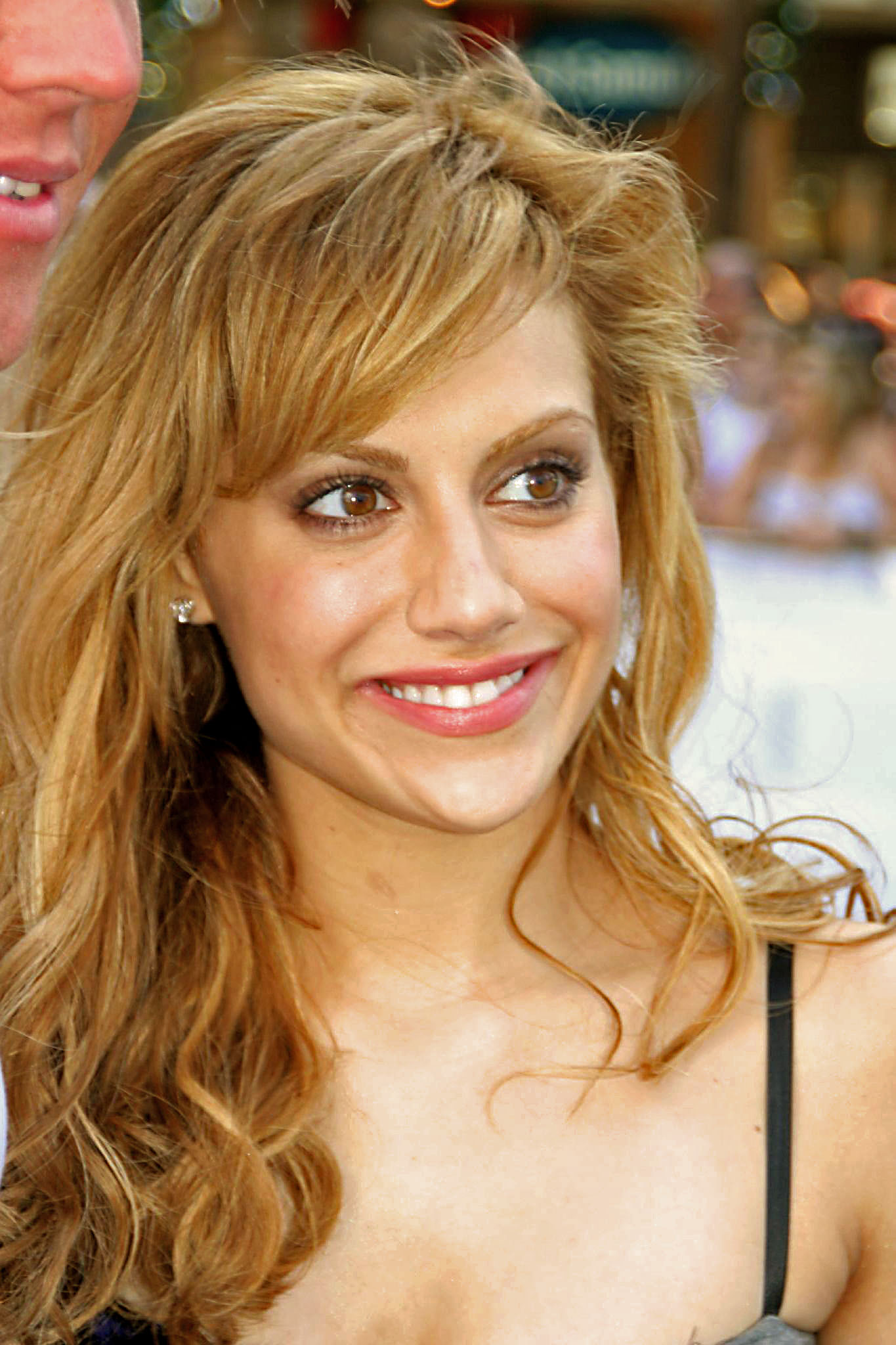
Brittany Murphy († 2009)

- 0860 – Æthelbald, anglosaský král Wessexu (* cca 834)
- 1072 – Svatý Dominik Siloský, španělský benediktinský mnich, opat a reformátor mnišského života (* asi 1000)
- 1197 – Albrecht III. z Bogenu, hrabě z Bogenu (* 11. července 1165)
- 1200 – Adéla z Toulouse, vikomtesa z Béziers a Carcassonne (* 1158)
- 1295 – Markéta Provensálská, francouzská královna (* 1221)
- 1340 – Jan I. Dolnobavorský, dolnobavorský vévoda, syn české princezny Markéty Lucemburské (* 29. listopadu 1329)
- 1355 – Štěpán Dušan, srbský král (* 1308)
- 1406 – Marie de Luna, aragonská královna (* 1358)
- 1520 – Amanieu z Albretu, římskokatolický duchovní francouzského původu (* 1478)
- 1552 – Katharina Lutherová, německá řeholnice, manželka Martina Luthera (* 29. ledna 1499)
- 1590 – Ambroise Paré, francouzský královský chirurg (* 1510)
- 1656 – David Beck, nizozemský malíř (* 25. května 1621)
- 1680 – Alžběta Žofie Sasko-Altenburská, sasko-gothajská a altenburská vévodkyně (* 10. října 1619)
- 1722 – Kchang-si, čínský císař (* 4. května 1654)
- 1740
  - Richard Boyle, 2. vikomt Shannon, britský vojevůdce a šlechtic (* 1675)
  - Charles Cathcart, 8. baron Cathcart, britský generál a šlechtic (* 1686)
- 1764 – Erik Pontoppidan, dánský historik, teolog a ornitolog (24. března 1698)
- 1765 – Ludvík Ferdinand Bourbonský, syn francouzského krále Ludvíka XV. (* 4. září 1729)
- 1766 – Giorgio Massari, benátský architekt (* 13. října 1687)
- 1768 – Carlo Innocenzo Frugoni, italský básník a libretista (* 21. listopadu 1692)
- 1783 – Antonio Soler, španělský duchovní a hudební skladatel (* pokřtěn 3. prosince 1729)
- 1810 – Marie Terezie z Ahlefeldtu, německá hudební skladatelka a klavíristka (* 28. února 1755)
- 1834 – Maurycy Mochnacki, polský literární, divadelní a hudební kritik (* 13. září 1803)
- 1849 – William Miller, americký baptistický misionář (* 15. února 1782)
- 1861 – Vincenzo Pucitta, italský hudební skladatel (* 17. února 1778)
- 1875 – Michail Petrovič Pogodin, ruský historik, filosof, spisovatel a profesor Moskevské univerzity (* 23. listopadu 1800)
- 1877 – Heinrich Daniel Rühmkorff, německý mechanik, vynálezce indukční cívky (* 15. ledna 1803)
- 1887 – Karl Fidler, ministr kultu a vyučování Předlitavska (* 1818)
- 1889 – Konstancja Gładkowska, polská zpěvačka (* 2. června 1810)
- 1891 – George Bassett Clark, americký astronom (* 14. února 1827)
- 1904 – Alexandrina Bádenská, sasko-kobursko-gothajská vévodkyně (* 6. prosince 1820)
- 1910 – Angelo Neumann, rakouský zpěvák, režisér a divadelní ředitel (* 18. srpna 1838)
- 1911 – Paul Topinard, francouzský antropolog a lékař (* 4. listopadu 1830)
- 1914 – Johann Friedrich Schulte, německý a rakouský právník, odborník na církevní právo (* 23. dubna 1827)
- 1916 – Adolf von Donndorf, německý sochař (* 16. února 1835)
- 1917
  - Eric Campbell, britský filmový herec (* 26. dubna 1880)
  - Lucien Petit-Breton, francouzský cyklista (* 1882)
- 1919
  - Jan Stadnicki, rakouský inženýr a politik polské národnosti z Haliče (* 31. ledna 1841)
  - Adolf Stand, rakouský sionistický politik židovské národnosti z Haliče (* 1870)
- 1921 – Julius Richard Petri, německý bakteriolog a vynálezce Petriho misek (* 31. května 1852)
- 1922
  - Jitendra Narayan, maharádža z Cooch-Beharu na území dnešního Bengálska (* 20. prosince 1886)
  - Ludwig Vogler, rakouský právník a politik německé národnosti (* 1849)
- 1924 – Anton David, rakouský sociálně demokratický politik (* 23. dubna 1849)
- 1925 – Josef Breuer, rakouský psychiatr (* 15. ledna 1842)
- 1929 – Émile Loubet, francouzský politik a prezident v letech 1899 až 1906 (* 30. prosinec 1838)
- 1931 – Gustaf Kossinna, německý filolog a archeolog (* 28. srpna 1858)
- 1934 – Nikolaj Marr, gruzínský lingvista, archeolog a etnograf (* 6. ledna 1865)
- 1936
  - Elsa Einsteinová, manželka a sestřenice Alberta Einsteina (* 18. ledna 1876)
  - Ferdinand Karsch, německý arachnolog, entomolog a sexuolog (* 2. září 1853)
- 1937 – Erich Ludendorff, pruský a německý generál a politik (* 9. dubna 1865)
- 1938
  - Matilda Howellová, americká sportovní lukostřelkyně (* 28. srpna 1859)
  - Danylo Stachura, rakouský právník a politik ukrajinské (rusínské) národnosti (* 21. prosince 1860)
- 1939 – Jakov Zacharovič Štamov, ruský lékař, organizátor sibiřských lázeňských zařízení (* 12. listopadu 1885)
- 1941 – Alexandr Vveděnskij, ruský avantgardní básník a dramatik (* 6. prosince 1904)
- 1942 – Jean Gilbert, německý skladatel a dirigent (* 11. února 1879)
- 1944
  - Arpád Vojtech Felcán, slovenský pedagog a partyzán, člen KSČ (* 13. srpna 1900)
  - Abbás II. Hilmí, poslední egyptský chediv (* 14. července 1874)
  - Karol Adler, partyzánský velitel během Slovenského národního povstání (* 20. března 1910)
  - Merna Kennedy, americká herečka působící na konci němé filmové éry a na počátku éry zvukové (* 7. září 1908)
- 1945 – Tomáš Tvarožek, slovenský finančník, veřejný činitel a účastník slovenského národního povstání (* 21. prosinec 1892)
- 1947 – Beatrice Hatch, anglická múza Charlese Lutwidge Dodgsona (* 24. září 1866)
- 1954 – James Hilton, anglický romanopisec (* 9. září 1900)
- 1958 – Clara Thompsonová, americká psychoanalytička (* 3. října 1893)
- 1962
  - Emil Artin, rakouský matematik (* 3. března 1898)
  - Gertruda Rakousko-Toskánská, rakouská arcivévodkyně, hraběnka Waldburg-Zeil (* 19. listopadu 1900)
- 1963
  - Roger Plaxton, kanadský hokejista, zlato na OH 1928 (* 2. června 1904)
  - Gustaw Morcinek, polský spisovatel (* 24. srpna 1891)
  - Alfred Jansa, náčelník štábu rakouské armády (* 16. července 1884)
- 1966
  - Albert Göring, německý obchodník a zachránce Židů (* 9. března 1895)
  - Lloyd Spooner, americký sportovní střelec (* 6. října 1884)
- 1968
  - John Steinbeck, americký spisovatel (* 27. února 1902)
  - Max Brod, pražský židovský, německy píšící spisovatel, překladatel a skladatel (* 27. května 1884)
- 1969 – Adolfo Consolini, italský olympijský vítěz a hodu diskem (* 5. ledna 1917)
- 1971
  - Roy Disney, spoluzakladatel společnosti The Walt Disney Company (* 27. června 1893)
  - Šigejoši Suzuki, japonský fotbalista (* 13. října 1902)
- 1972 – Günter Eich, německý spisovatel (* 1. února 1907)
- 1973
  - Luis Carrero Blanco, španělský admirál a státník (* 4. března 1903)
  - Bobby Darin, americký zpěvák, skladatel, hudebník a herec (* 14. května 1936)
- 1975 – Engelbert Kaps, slezský sochař (* 19. února 1888)
- 1978 – Robin Reed, americký zápasník, zlato na OH 1924 (* 20. října 1899)
- 1982
  - Karol Dobay, slovenský fotbalista (* 2. prosince 1928)
  - Arthur Rubinstein, polsko-americký klavírista (* 28. ledna 1887)
- 1983
  - Bill Brandt, britský novinářský fotograf (* 3. dubna 1904)
  - Mulaj Abdalláh, marocký princ a syn krále Muhammada V. (* 30. července 1935)
- 1984
  - Stanley Milgram, americký sociální a experimentální psycholog (* 15. srpna 1933)
  - Dmitrij Fjodorovič Ustinov, ministr obrany Sovětského svazu (* 30. října 1908)
- 1988 – György Marik, maďarský fotbalový záložník, reprezentant a trenér (* 4. dubna 1924)
- 1991 – Gaston Waringhien, francouzský profesor, lexikolog a gramatik esperanta (* 20. července 1901)
- 1992 – Walter Zadek, izraelský fotograf narozený v Německu (* 26. března 1900)
- 1993 – W. Edwards Deming, americký statistik (* 14. října 1900)
- 1994
  - Alexander Felszeghy, slovenský fotbalista (* 28. října 1933)
  - Dean Rusk, ministr zahraničí USA (* 9. února 1909)
- 1995 – Madge Sinclairová, jamajsko-americká herečka (* 28. dubna 1938)
- 1996 – Carl Sagan, americký astronom a spisovatel (* 9. listopadu 1934)
- 1997 – Zdeněk Toman, slovenský šéf komunistického ministerstva zahraničí (* 2. března 1909)
- 1998 – Alan Lloyd Hodgkin, britský fyziolog a biofyzik (* 5. února 1914)
- 1999
  - Hilde Zaloscer, rakouská egyptoložka a spisovatelka (* 15. června 1903)
  - Hank Snow, kanadský zpěvák country hudby (* 9. května 1914)
- 2001 – Léopold Sédar Senghor, senegalský filozof, básník a prvý senegalský prezident (* 1906)
- 2002 – Grote Reber, americko-australský astronom, průkopník radioastronomie (* 22. prosince 1911)
- 2003 – Michal Rusnák, slovenský a československý politik Komunistické strany Slovenska (* 13. srpna 1923)
- 2005 – Raoul Bott, americký matematik maďarsko-židovského původu (* 24. září 1923)
- 2006 – Harald Berger, rakouský horolezec a reprezentant v ledolezení (* 31. října 1972)
- 2008
  - Olga Vasiljevna Lepešinská, sovětská tanečnice a pedagožka (* 28. září 1916)
  - Samuele Bacchiocchi, spisovatel z řad církve Adventistů sedmého dne a teolog (* 29. ledna 1938)
- 2009 – Brittany Murphyová, americká herečka a zpěvačka (* 10. listopadu 1977)
- 2011 – Sean Bonniwell, americký kytarista, zpěvák a skladatel (* 16. srpna 1940)
- 2012 – Jimmy McCracklin, americký hudebník (* 13. srpna 1921)
- 2013
  - Pjotr Bolotnikov, sovětský olympijský vítěz v běhu na 10 000 metrů (* 8. března 1930)
  - Jurij Vladimirovič Dubinin, sovětský a ruský diplomat (* 7. října 1930)
  - Raymond A. Noury, americký veterán (* 17. července 1923)
- 2014 – Irina Makarovna Poročkina, překladatelka české literatury do ruského jazyka (* 1. února 1925)
- 2016 – Michèle Morganová, francouzská herečka (* 29. února 1920)
- 2017 – Bernard Francis Law, americký katolický duchovní, kardinál (* 4. listopadu 1931)
- 2018
  - Dennis Johnson, americký hudební skladatel a matematik (* 19. listopadu 1938)
  - Mihajlo Mitrović, srbský architekt (* 1. září 1922)
- 2019
  - Roland Matthes, německý olympijský plavec (* 17. listopadu 1950)
  - Woody Vasulka, americko-český umělec (* 20. ledna 1937)

## Svátky

### Česko
- Dagmar, Dagmara
- Dag
- Damaris
- Jan Evangelista

### Svět
- Mezinárodní den lidské solidarity

### Katolické svátky
- Sv. Dominik Siloský
- Sv. Zefyrinus

| 20. prosinec v pražském KlementinuÚdaje jsou platné k 8. 7. 2025. | 20. prosinec v pražském KlementinuÚdaje jsou platné k 8. 7. 2025. | 20. prosinec v pražském KlementinuÚdaje jsou platné k 8. 7. 2025. |
| minimum                                                           | denní průměr                                                      | maximum                                                           |
| ----------------------------------------------------------------- | ----------------------------------------------------------------- | ----------------------------------------------------------------- |
| −17,2 °C (1855)                                                   | 1,3 °C (od 1961)                                                  | 13,3 °C (1993)                                                    |